# オースティン・ストウェル
オースティン・ストウェル（Austin Stowell,  1984年12月24日 - ）は、アメリカ合衆国の俳優である。

## 来歴
1984年、コネチカット州のケンジントンに生まれる。父親は鉄工所の工員で母親は教師だった。地元コネチカット州の高校を卒業し、その後は演劇の学校で演技を学ぶ。しばらくしてコネチカットを拠点とする劇団の舞台などへ出演してキャリアをスタート。2009年からはテレビドラマなどへ出演し始め、2010年には『新ビバリーヒルズ青春白書』などへも出演。2011年に『パンクチュア 合衆国の陰謀』で映画デビューを果たした。それ以降も『イルカと少年』や『恋するリベラーチェ』、『セッション』などの映画へ出演し、キャリアを順調に重ねている。

## 出演作品

### 映画
- パンクチュア 合衆国の陰謀 Puncture (2011)
- イルカと少年 Dolphin Tale (2011)
- Love and Honor (2013)
- 恋するリベラーチェ Behind the Candelabra (2013)
- Shuffleton's Barbershop (2013) ※テレビ映画
- セッション Whiplash (2014)
- Warren (2014)
- そんなキミに恋してる Behaving Badly (2014)
- イルカと少年2 Dolphin Tale 2 (2014)
- ブリッジ・オブ・スパイ Bridge of Spies (2015)
- シンクロナイズドモンスター Colossal (2016)
- 疑わしき戦い In Dubious Battle (2016)
- バトル・オブ・ザ・セクシーズ Battle of the Sexes (2017)
- コードネーム:ストラットン Stratton (2017)
- ホース・ソルジャー 12 Strong (2018)
- ファイナル・フェーズ 破壊 Higher Power (2018)
- Swallow/スワロウ Swallow (2019)
- ファンタジー・アイランド Fantasy Island (2020)
- ヘイティング・ゲーム 〜恋とキャリアの必勝法〜 The Hating Game 兼製作総指揮

### テレビドラマ
- Secret Girlfriend (2009)
- The Secret Life of the American Teenager (2009 - 2011)
- 新ビバリーヒルズ青春白書 90210 (2010)
- NCIS:LA 〜極秘潜入捜査班 NCIS: Los Angeles (2010)
- アメージング・ストーリー Amazing Stories (2020)